# Günther Landgraf

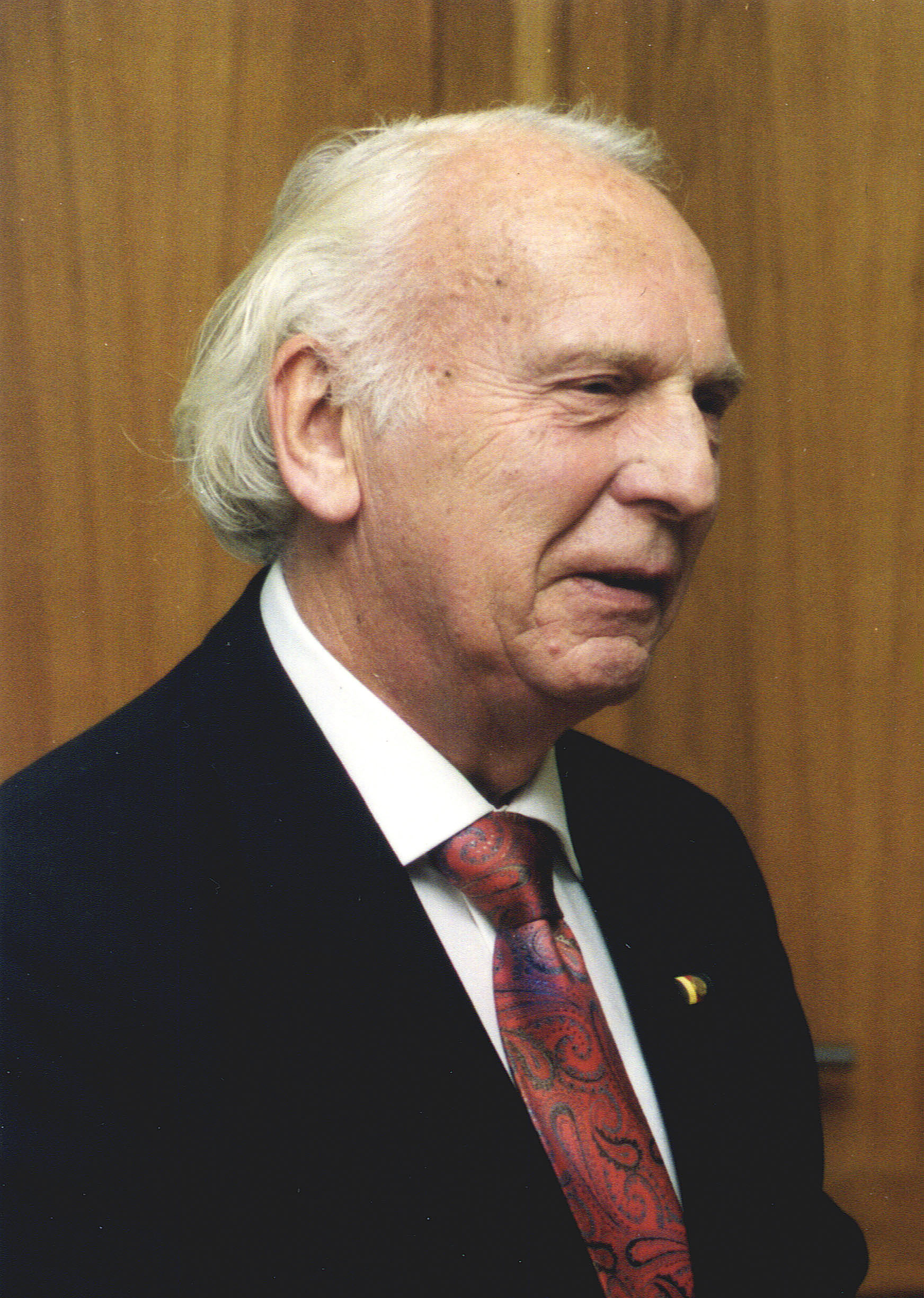
Günther Landgraf.

Günther Landgraf (14 de septiembre de 1928 - 12 de enero de 2006 en Dresde) fue un físico alemán y presidente de la Universidad Técnica de Dresde desde 1990 a 1994.
Günther Landgraf nació en Kryry, en Bohemia (la actual República Checa). En 1938 se fue a Dresde donde estudió física. Landgraf en ciencias de la fuerza de la fatiga en la Technische Hochschule Dresden en 1952, recibiendo en 1961 su doctorado y en 1969 su Habilitación en la renombrada Technische Universität Dresden.
En 1970 fue nombrado catedrático por la teoría de la plasticidad en la Universidad Tecnológica de Dresde. Landgraf fue el primer rector libremente elegido de dicha universidad en 1990.
Landgraf no cesó su trabajo tras retirarse en 1996 y trabajaba diariamente durante varias horas en su oficina. Escribió muchas evaluaciones y libros especializados. Además, desde 1991 fue director científico del "Instituto Europeo de Estudios de posgrado en la Technische Universität Dresden" (EIPOS). Hasta su enfermedad, Günther Landgraf también se hizo cargo de más de 70 estudiantes graduados.

## Algunas publicaciones
- Zur Entstehung technikwissenschaftlicher Disziplinen, TUD Eigenverlag

- Von der Technischen Bildungsanstalt (1928) zum Königlich Sächsischen Polytechnikum (1871), TUD Eigenverlag

- Räumliche Probleme der Elastizitätstheorie, Akademie-Verlag 1963, con Anatolij I. Lurè, Hans Göldner

- Theorie der biegesteifen Kreiszylinderschale unter Berücksichtigung der Querkraftschubverzerrungen. TUD Eigenverlag 1961

- Mechanik – Grundlagen für Maschinenbauer. Verlag Technik, Berlín 1955, con Heinz Neuber, Walter Häbel

- Geschichte der Technischen Universität Dresden in Dokumenten und Bildern. Vol 1. Von der Technischen Bildungsanstalt (1828) zum Königlich Sächsischen Polytechnikum (1871). TU Dresden Verlag 1992, ISBN 3860051261

- con Ute Hendlmeier: Geschichte der Technischen Universität Dresden in Dokumenten und Bildern. Bd 2. TU Dresden Verlag 1994, ISBN 3860051407.

## Literatura
- Landgraf, Günther

## Honores
- 1997: senador honorario de la Universidad Técnica de Dresde
- 1994: Orden al Mérito de la República Federal de Alemania ("Bundesverdienstkreuz")
- 1990: doctor honorario de la Universidad Técnica de Chemnitz
- 1978: Premio Nacional de la República Democrática Alemana